# Rhynencina longirostris
Rhynencina longirostris är en tvåvingeart som beskrevs av Johnson 1922. Rhynencina longirostris ingår i släktet Rhynencina och familjen borrflugor. Inga underarter finns listade i Catalogue of Life.